# Jon Pareles
Jon Pareles (ur. 25 października 1953 w stanie Connecticut) – amerykański dziennikarz, od 1988 szef działu krytyki muzycznej w sekcji sztuki dziennika „The New York Times”. Pisał artykuły dla takich czasopism, jak „Blender”, „Rolling Stone”, „Spin” oraz gazet „New York Daily News” i „The Washington Post”.

## Życiorys
Jon Pareles urodził się 25 października 1953 w amerykańskim stanie Connecticut. W młodości interesował się muzyką jazzową. W wieku 6 lat grał na fortepianie, a mając 8 lat na flecie. Jest absolwentem Uniwersytetu Yale na kierunku muzycznym. Był dyrektorem uczelnianej stacji radiowej. Grał m.in. w zespołach jazzowych i rockowych. Pracę jako krytyk rozpoczął w 1977.
W latach 70. współtworzył amerykański magazyn muzyczno-kulturalny „Crawdaddy!”, gdzie publikował swoje pierwsze prace. W latach 80. był współpracownikiem i redaktorem dwutygodnika „Rolling Stone”, a także pracował w sekcji muzycznej w „The Village Voice”. Od 1982 związany z dziennikiem „The New York Times”, gdzie w sekcji artystycznej pełni rolę krytyka muzyki popularnej.
Był redaktorem konsultacyjnym wszystkich trzech edycji książki The Rolling Stone Encyclopedia of Rock & Roll. Jest laureatem Independent Publisher Book Award for Photography z 2014.

## Wybrane publikacje
- 1983: Patricia Romanowski; Jon Pareles The Rolling Stone Encyclopedia of Rock & Roll. Londyn: Rolling Stone Press. ISBN 978-0-718-12400-7.